# لورنتس هکن‌هولت
لورنتس هَکِن‌هولت (۲۶ ژوئن ۱۹۱۴ - مفقود شده در ۱۹۴۵، در ۳۱ دسامبر ۱۹۴۵ به‌طور قانونی مرده اعلام شد) از اعضای اس‌اس آلمان نازی با درجه هاوپت‌شارفورر (گروهبان یکم) بود. در جریان جنگ جهانی دوم، هکن‌هولت اتاق‌های گاز را در اردوگاه مرگ بلزک در لهستان اشغالی ساخته و اداره می‌کرد. با این کار، او بشخصه مسئول کشتار صدها هزار تن در بلزک بود.
هکن‌هولت مشارکت عمیقی در عملیات اردوگاه‌های مرگ در مرگبارترین مرحله از هولوکاست در لهستان، موسوم به عملیات راینهارد، و همچنین در جنایات جنگی نازی‌ها، از جمله کشتن بیماران روانی و ازکارافتادگان در عملیات هومرگی اجباری موسم به تی۴، داشت.

## نقش

### در عملیات تی۴
عملیات تی۴، یا به اصطلاح «برنامه هومرگی»، از آغاز سال ۱۹۴۰ تا تابستان ۱۹۴۱ و هنگامی که کشتارها با گاز به دستور شخص هیتلر متوقف شدند، ادامه یافت. در نوامبر ۱۹۳۹، هکن‌هولت پس از آنکه برای اجرای «مأموریتی ویژه» به برلین منتقل شد، به این عملیات گماشته شد. اجرای عملیات وظیفه ویکتور براک بود. ورنر کارل دوبوآ، یکی دیگر از نگهبانان اردوگاه که به همراه هکنهولت به این وظیفه ویژه فرستاده شده بود می‌گوید:
عکس‌هایی از موارد شدید بیماری روانی به ما نشان داده شد. به ما گفته شد که … موسسه‌هایی که بیماران روانی باید از آنها گرفته می‌شدند برای کاربری به عنوان بیمارستان‌های نظامی مورد نیاز هستند. در ادامه به ما گفته شد که قرار است اتاق‌های گاز ساخته شوند که قربانیان در آن با گاز کشته شده و پس از آن [جسدشان] سوزانده می‌شوند. به هر حال، ما کاری به کشتارها نداشتیم، بلکه تنها باید جسدها را می‌سوزاندیم.
شش مرکز کشتار تی۴ وجود داشتند و هکن‌هولت در همگی آنها خدمت می‌کرد. او به همراه دیگر کارمندان اس‌اس، با اتوبوس از تأسیساتی به تأسیسات دیگر حرکت می‌کرد. وی همچنین جسدها را از اتاق‌های گاز خارج کرده و آنها را می‌سوزاند. برای مدتی هکن‌هولت راننده اس‌اس-اونتراشتورمفورر دکتر اوگوست بکر بود؛ شیمیدان تی۴ که وظیفه تحویل بطری‌های گاز مونوکسید کربن از کارخانه‌های تولیدی فاربن به اتاق‌های گاز را داشت.